# Michele Apicella
Michele Apicella è un personaggio immaginario del cinema italiano, creato e interpretato dal regista e attore Nanni Moretti.
Protagonista di cinque dei suoi primi sei lungometraggi, è considerato una sorta di alter ego di Moretti.

## Elenco dei film
1. In Io sono un autarchico (girato nel 1976, quando Moretti ha 23 anni) è un disoccupato che impiega il suo tempo recitando in una compagnia teatrale sperimentale.
2. In Ecce bombo (1978, a 25 anni) è uno studente fuori corso, ex sessantottino.
3. In Sogni d'oro (1981, a 28 anni) è un nevrotico regista in erba frustrato dall'incomprensione.
4. In Bianca (1983, a 30 anni) è un professore di matematica ossessivo e osservatore.
5. In Palombella rossa (1989, a 36 anni) è un pallanuotista, ex dirigente del PCI, con una significativa amnesia.

Dei primi sei film di Moretti, l'unico senza questo personaggio è La messa è finita (1985), dove protagonista è il prete don Giulio (sempre interpretato da Moretti).
Nel film Il sol dell'avvenire (2023), Nanni Moretti interpreta un personaggio dalle caratteristiche simili a quelle di Michele Apicella. Giovanni ha la passione per i dolci e lo stesso modo critico, anche se (come dichiarerà lo stesso Moretti) è lontano dal suo personaggio alter-ego. Nonostante ciò, Il sol dell'avvenire è un omaggio ai primi film del regista.

## Caratteristiche
Michele Apicella (il cognome è quello della madre di Moretti, Agata Apicella) non è mai la stessa persona: in ogni film, infatti, ha una vita e una professione diversa, oltre naturalmente all'età progressivamente aumentata. Personaggio dotato di "autonomia narrativa", legato (ma non coincidente) alla figura del sessantottino, "Michele Apicella non coincide con Nanni Moretti: è un personaggio di finzione interpretato da Moretti, al quale il regista fa dire delle verità che condivide, ma la differenza tra i due rimane sempre avvertibile".
"Rispetto ad un moralista classico, che giudicava le situazioni singole in base ad un presupposto universale, Apicella in base ad un presupposto tutto suo giudica situazioni di massa. È un moralista moderno. È dunque un moralista ideologico, osservatore e spregiatore di qualunque sfumatura d'esistenza diversa dalla sua". "Il nuovo mostro degli anni '80, complesso, terribile, sconfitto".

## Antecedenti
Un antecedente del personaggio di Michele Apicella potrebbe essere l'Antoine Doinel di François Truffaut. Il personaggio di Truffaut tuttavia è lo stesso dall'adolescenza alla maturità, mentre quello di Moretti, pur mantenendo l'identico nome, modifica da un film all'altro occupazione o professione.